# Lucius Cipius Tantalus
Lucius Cipius Tantalus war ein antiker römischer Toreut (Metallbildner) aus Kampanien, sehr wahrscheinlich aus Capua.
Lucius Cipius Tantalus ist heute nur noch aufgrund dreier Signaturstempel bekannt. Weitere Informationen aus literarischen oder epigraphischen Quellen liegen nicht vor. Dennoch kann man davon ausgehen, dass er zur Gens der Cipier gehörte, die vor allem in Capua, aber zum Teil auch in Rom und Ostia lebte und mindestens in Capua und dessen Umland eine Reihe bedeutender toreutischer Unternehmen betrieb. Bekanntester und bedeutendster Vertreter der Familie war Publius Cipius Polybius. Die Identität mit einem nur als Cipius signierenden Familienmitglied ist nicht auszuschließen. Das Cognomen Tantalus weist auf eine griechische Herkunft hin; somit kann man annehmen, dass er ein Freigelassener war.
Eine der drei Bronzen wurde in Pompeji und damit in der relativen Nähe zum wahrscheinlichen Produktionsort Capua gefunden. Die übrigen beiden Stücke fanden sich im heutigen Frankreich und gehören damit zu den vielen Stücken der Cipier, die ein weiten Teilen Europas verstreut gefunden wurden und so für die große Mobilität der Gesellschaft sprechen. Dabei ist heute nicht mehr sicher zu sagen, ob die Stücke – beides sind Bronzekasserollen – durch Handel oder im Zuge von Truppenbewegungen römischer Legionsverbände ihren späteren Fundplatz erreichten. Bei den Stücken handelt es sich um:
1. Bronzekasserolle; heute im Archäologischen Nationalmuseum Neapel, Inventarnummer I. G. 73162.[1]
2. Bronzekasserolle; gefunden in Dijon, heute im Museum für Kunst und Archäologie des Périgord in Périgueux, Inventarnummer ?.[2]
3. Bronzekasserolle; gefunden zwischen Mauves und Nantes in der Loire, heute im Musée départemental Thomas-Dobrée in Nantes, Inventarnummer I. G. 109723.[3]

## Einzelbelege
1. ↑  Richard Petrovszky: Studien zu römischen Bronzegefäßen mit Meisterstempeln. Leidorf, Buch am Erlbach 1993, S. 251, Nr. C.25.01.
2. ↑  Richard Petrovszky: Studien zu römischen Bronzegefäßen mit Meisterstempeln. Leidorf, Buch am Erlbach 1993, S. 251, Nr. C.25.02; CIL 3/2, 10027,19
3. ↑  Richard Petrovszky: Studien zu römischen Bronzegefäßen mit Meisterstempeln. Leidorf, Buch am Erlbach 1993, S. 251, Nr. C.25.03

| Personendaten    | Personendaten                              |
| ---------------- | ------------------------------------------ |
| NAME             | Cipius Tantalus, Lucius                    |
| ALTERNATIVNAMEN  | Tantalus, Lucius Cipius                    |
| KURZBESCHREIBUNG | antiker römischer Toreut                   |
| GEBURTSDATUM     | 1. Jahrhundert v. Chr. oder 1. Jahrhundert |
| STERBEDATUM      | 1. Jahrhundert oder 2. Jahrhundert         |